# オレクサンドリーヤ (庭園)

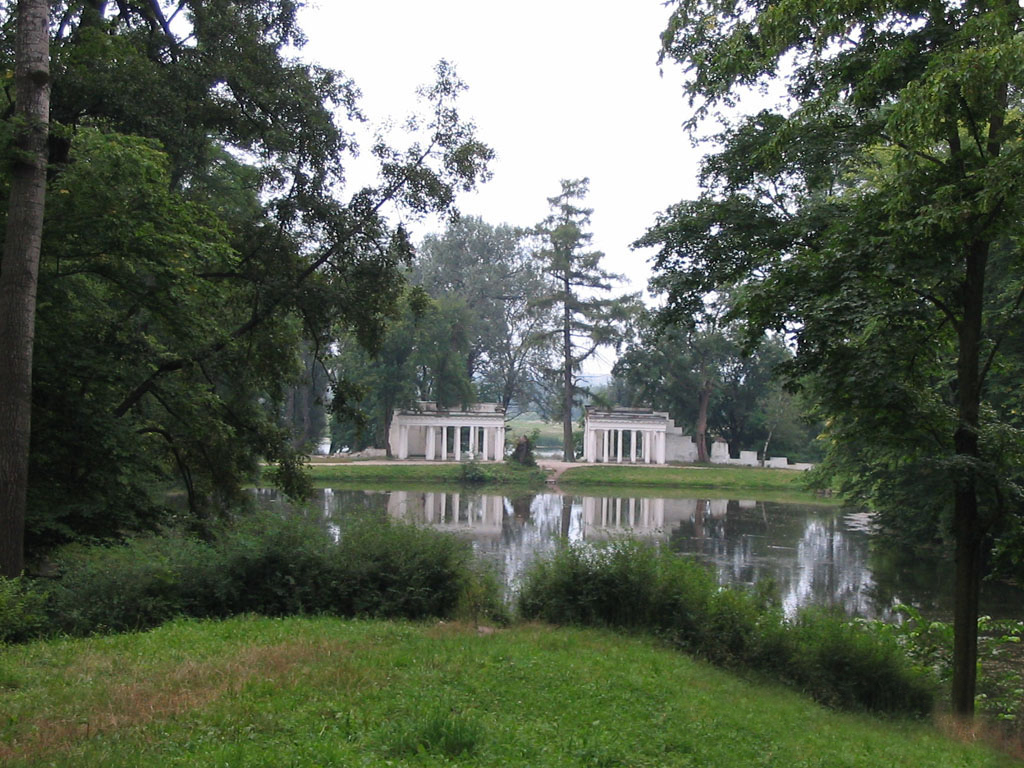
庭園の風景

M・H・フルィーシュコ記念ウクライナ国立学士院国立植物園樹木公園「オレクサンドリーヤ」(ウクライナ語:Дендрологічний парк Національного ботанічного саду НАНУ ім. М.Гришка "Олександрія")は、ウクライナ・キエフ州ビーラ・ツェールクヴァ近郊にある樹木公園である。面積は201.48 ha。
オレクサンドラ公園(Олександрійський парк)、樹木公園「オレクサンドリーヤ」(デンドロパールク「オレクサンドリーヤ」；Дендропарк “Олександрія”）とも呼ばれる。ポーランド語では、アレクサンドリア（Aleksandria）となる。

## 概要
庭園の基礎は、第3次ポーランド分割を挟んだ1793年から1797年の間に、ポーランド王国のヘトマン、フランチシェク・クサヴェルィ・ブラニツキの後援で行われた。園名は、彼の妻アレクサンドラ・エンゲルハルトから取られた。
西欧の文化を色濃く反映していたポーランド宮廷文化により、当時流行していたイギリス式庭園様式の風景式庭園となった。これはイギリスの緩やかな起伏をもつ丘陵風景を生かしたものであったが、沿ドニエプルの丘陵帯にも合った様式であった。庭園は、1850年に完成し、ロシア帝国皇室の所有となった。
1917年のロシア革命とその後のロシア内戦・ウクライナ内戦により庭園は破壊されたが、その後修復され今日ではウクライナ国立学士院の管理下に置かれている。